# حسن حميد
حسن حميد (ولد 1955 م)، باحث وكاتب قصصي وروائي فلسطيني سوري، صدر له أكثر من عشر مجموعات قصصية، تحوي بين دفاتها أكثر من مئة قصة قصيرة، فازت نصوصه بجوائزَ في البلاد العربية وألمانيا، منها جائزة نجيب محفوظ عام 1999 عن رواية «جسر بنات يعقوب» التي تُرجمت إلى اللغة الفرنسية والتركية.

## مسيرته المهنية
من مواليد العام 1955 في الجليل الفلسطيني، بكراد البقارة قضاء صفد، عاش في مخيمات الشتات في سوريا، وتلقى تعليمه في القنيطرة ودمشق، عمل معلماً فيها، كانت القصيدة العتبة الأولى التي قادته للتعبير، بتشجيع من الشاعر صالح هواري، فألقى قصائده في الأمسيات، ونشرها في الصحف والمجلات، ثم تحول للقصة والرواية، حينها أسهموا برفده بالقوة والتشجيع كل من الأسماء الثقيلة في المشهد الثقافي السوري كالصحفي الراحل حيدر علي، الروائي عبد النبي حجازي، والكاتب المسرحي علي عقلة عرسان، وتُرجمت بعض قصصه ورواياته إلى اللغات الإنكليزية، والفرنسية، والألمانية، والفارسية، والصينية، والأرمنية.
التحق بجامعة دمشق ونال إجازة في الآداب من قسم الفلسفة وعلم الاجتماع عام 1980، وعلى دبلوم تربية عام 1981، وعلى دبلوم دراسات عليا في التربية عام 1982، ثم نال الإجازة في اللغة العربية من جامعة بيروت العربية، تَسَنَّمَ رئيسًا لتحرير في صحيفة «الأسبوع الأدبي»، ومجلة «الموقف الأدبي» الصادرة عن اتحاد الكتاب العرب في سوريا، وكذلك عضو في جمعية القصة والرواية في اتحاد الكتاب العرب.
ركز على التاريخ والتراث الشعبي الفلسطيني الـمحمول، اقترب من واقع الناس البسطاء والمحرومين، وعاش في المخيم وعاش فيه كل هذا وذاك كان جلياً في الأدب الذي كتبه، يعتبر أول روائي عربي من نفذ تقنيات فنية كتابية جديدة من التراث العربي تلك الواردة على شكل (تذييلات، أو حواش، أو تعقيبات) كما في روايته «جسر بنات يعقوب»، وكذلك نسج روايته العربية « تعالي نطير أوراق الخريف» من المسرح الروماني، حيث الشخصيات تدير حواراً على خشبة الـمسرح، ثم تأتي شخصية واحدة فتعلق على الأحداث، والحوار.. نفياً أو تأكيداً أو إضافة.
ما زال يعيش في سورية الشام في مدينة دمشق.

## أعماله الأدبية

### روايات
- 1996 – تعالي نطيِّر أوراق الخريف، اتحاد الكتاب العرب، دمشق [8][9]
- 1999 – جسر بنات يعقوب، اتحاد الكتاب العرب، دمشق [10]
- 2005 – «النهر بقمصان الشتاء»: وزارة الثقافة الفلسطينية، فلسطين [11]
- 2013 – «رواية أنين القصب»: الهيئة العامة السورية للكتاب، دمشق [12][13]
- 2016 – «مدينة الله»: المؤسسة العربية للدراسات والنشر، لبنان [14][15]
- 2018 – «كنت هناك»: وزارة الثقافة السورية، دمشق [16]
- 2019 – «الكراكي»: الهيئة العامة السورية للكتاب، دمشق [17]
- 2020 – «شارع خاتون خانم»: خطوط وظلال للنشر والتوزيع، عمّان [18]
- 2021 – «الجرجماني»: دار دلمون الجديدة، دمشق [19]
- 2021– «ناغوغي الصغير»: وزارة الثقافة الفلسطينية، فلسطين[20]

### قصص
- 1986 – «زعفران والمداسات المعتمة»: دار طلاس، دمشق[21]
- 2007 – «عن الدهشة والألم»: مجلة العربي، الكويت[22]
- 2008 – «في شرفتها»: دار اليازوي العلمية، عمّان [23]
- 2008 – «كي لا يفسد الملح»: دار الشروق للطباعة والنشر، بيروت[24]
- 2009 – «العودة إلى البيت»: إتحاد الكتاب العرب، دمشق[25]

### دراسات أدبية
- 1999 – «البقع الأرجوانية»: اتحاد الكتاب العرب، دمشق[26]
- 2001 – «الأدب العبري: المرجعيات – المصطلحات – الرؤى»: دار السوسن، دمشق[27]
- 2006 – «ألف ليلة وليلة غيبوبة القص ... غيبوبة الإستماع»: المجلس الأعلى للثقافة، القاهرة
- 2009 – «الذهنية العربية الثوابت والمتغيرات معرفية»: دار نينوى، دمشق[28]
- 2017 – «القضية الفلسطينية في مئويتها الثانية من سايكس بيكو إلى الربيع العربي»: دار الفارابي، بيروت[29]
- 2009 – «موعد المالح في الزمن المالح»: اتحاد الكتاب العرب، دمشق[30]
- 2018 – «ظل إدغار آلان بو الطويل»: وكالة الصحافة العربية، الجيزة[31]
- 2020 – «أفيال الغابة... مقاربة معرفية»: دار كنعان للدراسات والنشر، دمشق[32]
- 2020 – «عشاق الحياة ... مقاربة معرفية»: وزارة الثقافة السورية، دمشق [33]

## جوائزه
- نالت رواية «تعالي نطير أوراق الخريف» بجائزة سعاد الصباح للإبداع الفكري والأدبي عام 1990[34]
- فازت رواية «تعالي نطيّر أوراق الخريف» بجائزة نجيب محفوظ[3][محل شك]
- نال جائزة نجيب محفوظ لعام 1999 عن رواية “جسر بنات يعقوب”[4][محل شك] (جائزة 1999 كانت من نصيب إدوار خراط عن "رامة والتنين).
- رواية «تعالي نطيّر اوراق الخريف» فازت بجائزة الملك عبدالله الثاني في حقل الرواية لجوائز الملك عبد الله الثاني للابداع للعام 2002[35] لكن مجلس امناء الجائزة سحب الجائزة من حسن حميد ومنحها مناصفة لأحمد رفيق عوض ولحمداني بعدما اتضح أن الرواية المقدمة لنيل الجائزة كانت قد فازت بجائزة سعاد الصباح عام 1990م وذلك بموجب كتاب شركة دار سعاد الصباح بتاريخ 28/10/2002م مما ينطوي على مخالفة صريحة للبند الثالث من المادة السابعة من تعليمات منح الجائزة.[34]

- رشحته المواقع الأدبية ضمن شخصيات الأدب والثقافة الأولى للعام 2009[36][بحاجة لمصدر أفضل]
- 2017 – المركز الثاني في جائزة حنا مينا عام 2017 عن رواية «نبات شوكي»[37][38][39]
- اختيرت رواية «جسر بنات يعقوب» واحدة من أهم مئة رواية عربية في القرن العشرين[3][بحاجة لمصدر أفضل]
- 2018 – المركز الثاني في جائزة الطيب صالح العالميّة للإبداع الكتابي في العاصمة السودانيّة الخرطوم في دورتها الثامنة في فرع القصة القصيرة عن مجموعته «المرمريتي»[40]
- رُشِحت رواية «الكراكي» في القائمة الطويلة لفرع الآداب لجائزة الشيخ زايد للكتاب في دورتها الرابعة عشرة لعام 2019- 2020.[41]
- فازت رواية «مدينة الله» بجائزة أفضل رواية كتبت عن القدس التي أقامها ملتقى المثقفين المقدسي بالتعاون مع اتحاد الكتاب والأدباء الفلسطيني عام 2020.[42]
- حاز على العديد من الجوائز الأدبية في سوريا (جائزة اتحاد الكتاب العرب، وجوائز الصحف، وجائزة البتّاني.. إلخ) والوطن العربي (جائزة محمود تيمور.. إلخ) وجائزة ثالثة للقصة العربية في ألمانيا.[43][بحاجة لمصدر أفضل]
- كُرم في حفل نظمته جمعية القصة والرواية في اتحاد الكتاب العرب في سوريا لعطائه الأدبي.[7]
- حصل على جائزة نجيب محفوظ عام 2023 لأفضل رواية عربية عن روايته ناغوغي الصادرة عن وزارة الثقافة الفلسطينية.[44]